# 莫羅濟夫卡 (米洛韋區)
49°27′42″N 39°53′52″E / 49.46167°N 39.89778°E
莫羅濟夫卡（烏克蘭語：Морозівка）是位於烏克蘭東部的村莊，由盧甘斯克州舊比利斯克區的米洛韋市鎮負責管轄。該村始建於1690年，面積5.12平方公里，海拔高度101米，2001年人口994，人口密度每平方公里194.1人。